# Berlin Buffalos
Die Berlin Buffalos sind ein 1996 gegründeter Berliner Inline-Skaterhockey-Verein mit einer Herren- und einer Nachwuchsabteilung. Die Teams aller Altersklassen starteten von 2009 bis 2012 unter dem Namen MO Buffalos Berlin, aufgrund eines Sponsoring-Vertrags mit der MO Unternehmensberatung GmbH. Zur Saison 2013 wurde der Name des Herren-Teams wieder auf Berlin Buffalos geändert, während die Nachwuchsteams teilweise den Namen des Kooperationspartners Red Devils Berlin annahmen. Heimspielstätte ist seit 2008 die Lilli-Henoch-Halle im Ortsteil Schöneberg. Daneben dient die Sportanlage Vorarlberger Damm als Trainingsstätte.
In den ersten 13 Jahren der bisherigen Vereinsgeschichte konnten sich die Berlin Buffalos leistungstechnisch kontinuierlich verbessern. Spielte man in den ersten fünf ISHD-Jahren noch ausschließlich in der Regionalliga Nord-Ost, waren die nachfolgenden sechs Jahre vor allem von Zweitliga-Teilnahmen geprägt. 2010 und 2011 spielte die Herren-Mannschaft in der 1. Bundesliga, stieg jedoch infolge der Abschaffung der Ligenteilung in Nord und Süd wieder in die 2. Bundesliga ab. Nach drei Jahren Zweitklassigkeit, gelang der Wiederaufstieg in die erste Bundesliga im Jahr 2014.
Im Nachwuchsbereich fehlt bisher diese Kontinuität. Teilweise litt man an der bisweilen geringen Konkurrenz im Berliner Raum, teilweise auch an den geburtenschwachen Jahrgängen der Nachwendezeit. Während es aus den Geburtsjahren 1989 bis 1991 sechs Spieler des eigenen Nachwuchses in den Herren-Kader schafften, kann man derzeit nur durch Kooperationen mit den Red Devils Berlin Nachwuchsteams in allen Altersklassen der BISHL vorweisen.
Im Jahr 2009 wurden mit Paul Fiedler und Timothy Stephan zwei "Büffel" in deutsche Nationalmannschaften berufen. Während Fiedler mit den Herren bei der EM im Schweizer Lugano Platz vier belegte, konnte Stephan beim deutschen Junioren-EM-Sieg im Österreichischen Stegersbach verletzungsbedingt nicht teilnehmen. Im Jahr 2010 und 2011 wurde Fiedler erneut nominiert und erreichte Platz drei bei der erneut in Lugano ausgerichteten EM 2010 und wurde Europameister bei der EM 2011 in Stegersbach.
Im Laufe der Saison 2011 wechselte, der in Berlin geborene Marcel Müller (Krefeld Pinguine) - ehemaliger Spieler der Toronto Maple Leafs - zu den Buffalos, um sich seitdem in den Sommerpausen der DEL bzw. in der Vergangenheit NHL fit zu halten.
In den beiden Jahren nach dem Erstligaabstieg 2011 verließen diverse Leistungsträger der Vorjahre und Trainer O. Laux aus sportlichen Gründen den Verein bzw. beendeten ihre Laufbahn, was sich an den Platzierungen bemerkbar machte. In Folge eines 2013 begonnenen Wiederaufbaus mit Neuzugängen, Rückkehrern und einer taktischen Umorientierung, kehrte jedoch der Erfolg zurück, wodurch das Team 2015 wieder in der ersten Skaterhockey-Bundesliga antreten wird.

## Bisherige ISHD-Platzierungen
| Saison | Liga                  | Hauptrunde | Bemerkung            |
| ------ | --------------------- | ---------- | -------------------- |
| 1999   | Regionalliga Nord-Ost | 6          |                      |
| 2000   | Regionalliga Nord-Ost | 6          |                      |
| 2001   | Regionalliga Nord-Ost | 6          |                      |
| 2002   | Regionalliga Nord-Ost | 5          |                      |
| 2003   | Regionalliga Nord-Ost | 1          | Regionalliga-Meister |
| 2004   | 2. Bundesliga Nord    | 8          | Klassenerhalt        |
| 2005   | 2. Bundesliga Nord    | 10         | Abstieg              |
| 2006   | Regionalliga Nord-Ost | 2          |                      |
| 2007   | Regionalliga Nord-Ost | 1          | Regionalliga-Meister |
| 2008   | 2. Bundesliga Nord    | 4          | Klassenerhalt        |
| 2009   | 2. Bundesliga Nord    | 1          | Zweitliga-Meister    |
| 2010   | 1. Bundesliga-Nord    | 7          | Klassenerhalt        |
| 2011   | 1. Bundesliga-Nord    | 7          | Abstieg              |
| 2012   | 2. Bundesliga-Nord    | 7          | Klassenerhalt        |
| 2013   | 2. Bundesliga-Nord    | 3          |                      |
| 2014   | 2. Bundesliga-Nord    | 1          | Zweitliga-Meister    |
| 2015   | 1. Bundesliga-Nord    | 12         | Abstieg              |
| 2016   | 2. Bundesliga-Nord    | 5          |                      |
| 2017   | 2. Bundesliga-Nord    | 5          |                      |

## Erfolge

### 1. Herren
- Zweitliga-Meisterschaft: 2009, 2014
- Berliner Pokal 2010, 2013
- Regionalliga-Meisterschaft: 2003, 2007
- Turniere:
  - SeidenspinnerCup (Crefeld) 2008, 2011
  - Ostseecup (Rostock): 2. Platz 2008
  - Canprocup (Lüneburg): 1. Platz 2010
  - Rødovre Cup (Kopenhagen): 3. Platz 2011
  - Pre-Seasons-Cup (Schwabmünchen): 1. Platz 2012
  - HüttLuxus-Cup (Kassel): 1. Platz 2013, 2. Platz 2014

### 2. Herren
- Berliner Meisterschaft: 2. Platz: 2008

### Junioren
- Norddeutsche Meisterschaft: 2006 (Spielgemeinschaft SC Siemensstadt) (2. Platz: 2007, 3. Platz: 2008)

### Jugend
- Berliner Meisterschaft: 2012, 2013

### Schüler
- Europacupsieg 2012[1]
- Deutsche Vizemeisterschaft: 2011
- Berliner Meisterschaft: 2010, 2011, 2012